# Черріфілд (Мен)
Черріфілд (англ. Cherryfield) — місто (англ. town) в США, в окрузі Вашингтон штату Мен. Населення — 1107 осіб (2020).

## Демографія
Згідно з переписом 2010 року, у місті мешкали 1232 особи в 570 домогосподарствах у складі 332 родин. Було 743 помешкання
Расовий склад населення:
| - 96,2 % — білих - 0,9 % — корінних американців - 0,4 % — азіатів - 0,2 % — чорних або афроамериканців |

До двох чи більше рас належало 1,8 %. Частка іспаномовних становила 1,0 % від усіх жителів.
За віковим діапазоном населення розподілялося таким чином: 19,2 % — особи молодші 18 років, 57,2 % — особи у віці 18—64 років, 23,6 % — особи у віці 65 років та старші. Медіана віку мешканця становила 48,8 року. На 100 осіб жіночої статі у місті припадало 90,1 чоловіків;  на 100 жінок у віці від 18 років та старших — 88,4 чоловіків також старших 18 років.
Середній дохід на одне домашнє господарство  становив 54 120 доларів США (медіана — 41 063), а середній дохід на одну сім'ю — 61 196 доларів (медіана — 46 875). Медіана доходів становила 39 583 долари для чоловіків та 36 667 доларів для жінок. За межею бідності перебувало 15,0 % осіб, у тому числі 10,9 % дітей у віці до 18 років та 12,2 % осіб у віці 65 років та старших.
Цивільне працевлаштоване населення становило 530 осіб. Основні галузі зайнятості: освіта, охорона здоров'я та соціальна допомога — 23,8 %, сільське господарство, лісництво, риболовля — 14,7 %, публічна адміністрація — 12,8 %, роздрібна торгівля — 12,1 %.